# Fat Man
„Fat Man” (hrv.: debeljko), naziv je atomske bombe koju su zračne snage Sjedinjenih Američkih Država bacile na Nagasaki 9. kolovoza 1945.. Njena masa je iznosila 4760 kilograma, bila je dužine 3,66 metra i promjera 1,5 metara. Nakon detonacije oslobodila je energiju (Nuclear weapon yield) između 19 i 23 kt TNT-a.

## Poveznice
- Atomsko bombardiranje Hirošime i Nagasakija
- Little Boy